# Hypothyris virgilini
Hypothyris virgilini är en fjärilsart som beskrevs av Riley 1919. Hypothyris virgilini ingår i släktet Hypothyris och familjen praktfjärilar. Inga underarter finns listade i Catalogue of Life.